# Georgia Douglas Johnson

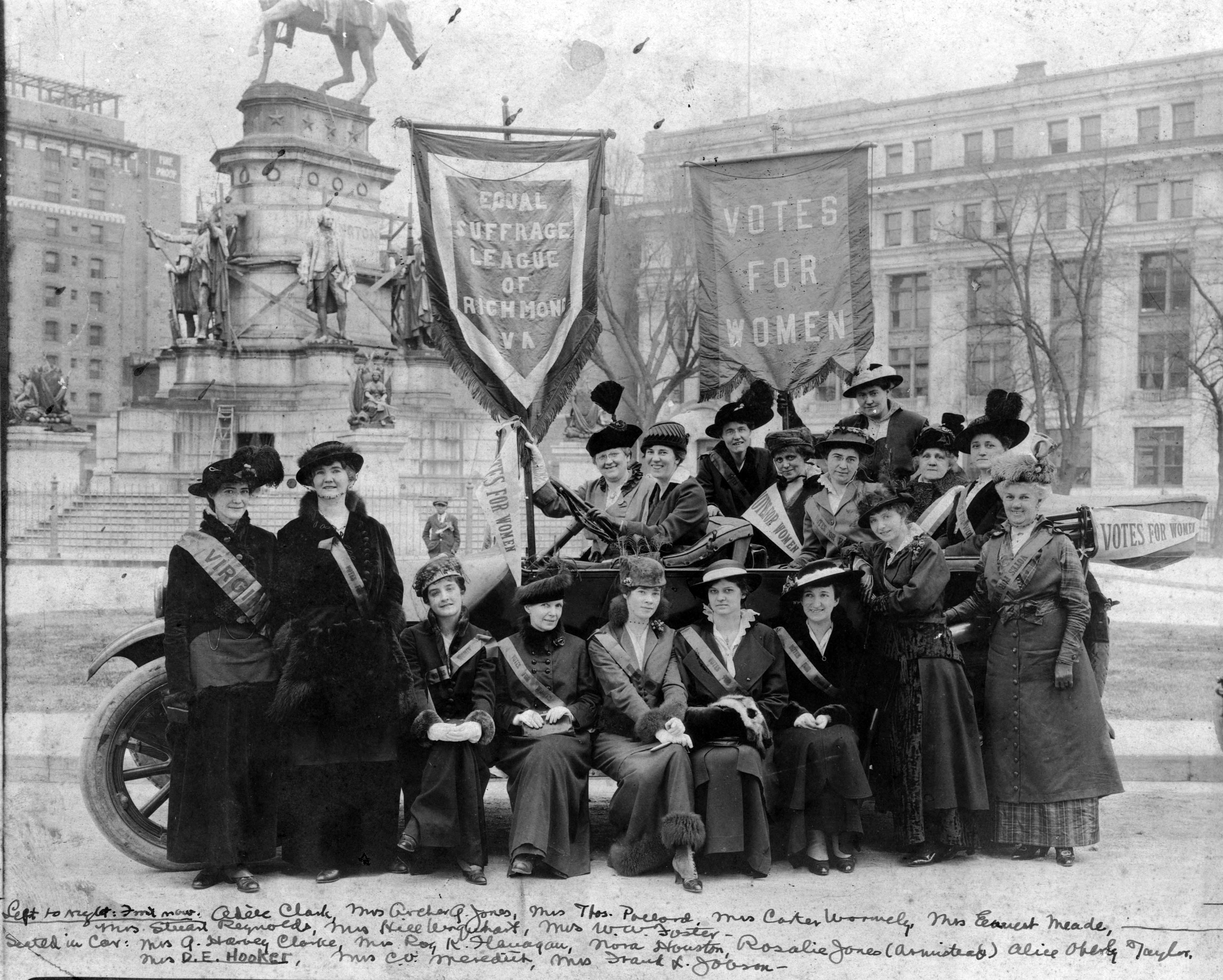
Lega per il suffragio paritario di Richmond, Virginia, febbraio 1915

Georgia Blanche Douglas Camp Johnson, più nota come Georgia Douglas Johnson (Atlanta, 10 settembre 1880 – Washington, 15 maggio 1966), è stata una poetessa, drammaturga, commediografa, insegnante di musica e preside statunitense; è stata una delle prime donne drammaturghe afroamericane e una figura importante del Rinascimento di Harlem.

## Primi anni di vita
Nacque come Georgia Blanche Douglas Camp 1880 ad Atlanta, Georgia, da Laura Douglas e George Camp (il cognome della madre è indicato in altre fonti come Jackson). Entrambi i genitori erano di origini miste, con la madre di discendenza afroamericana e nativa americana e il padre di discendenza afroamericana e inglese.
La Camp ha vissuto per gran parte della sua infanzia a Rome, in Georgia. Ha proseguito gli studi sia a Rome che ad Atlanta, dove eccelleva nella lettura, nella recitazione e nell'educazione fisica. Era anche autodidatta nel suonare il violino. Ha maturato un amore per la musica che l'ha accompagnata per tutta la vita e che ha espresso nelle sue opere teatrali, che fanno un uso particolare della musica sacra.
Si laureò alla Normal School della Clark Atlanta University nel 1896. Insegnò a Marietta, in Georgia. Nel 1902 lasciò la carriera di insegnante per dedicarsi alla musica, frequentando il Conservatorio di musica di Oberlin in Ohio. Scrisse musica dal 1898 al 1959. Dopo aver studiato a Oberlin, la Johnson tornò ad Atlanta, dove divenne assistente preside in una scuola pubblica.

## Matrimonio e famiglia
Il 28 settembre 1903 la Douglas sposò Henry Lincoln Johnson (1870-1925), un avvocato di Atlanta e membro di spicco del partito Repubblicano, di dieci anni più vecchio di lei. La Douglas e Johnson ebbero due figli, Henry Lincoln Johnson, Jr. e Peter Douglas Johnson (m. 1957). Nel 1910 si trasferirono a Washington, poiché il marito era stato nominato Protocollista di Atti per il Distretto di Columbia, una posizione di clientelismo politico sotto il presidente repubblicano William Howard Taft. Sebbene la città avesse una vita culturale attiva tra le élite di colore, era lontana dal centro letterario di New York, Harlem, verso il quale la Douglas si sentiva attratta.
La sua vita coniugale fu influenzata dalla sua ambizione di scrittrice, poiché suo marito non appoggiava la sua passione letteraria, insistendo affinché dedicasse più tempo a diventare una casalinga piuttosto che a pubblicare poesie. In seguito gli dedicò due poesie, “The Heart of a Woman” (1918) e “Bronze” (1922), che furono molto apprezzate per la loro qualità letteraria.

## Carriera

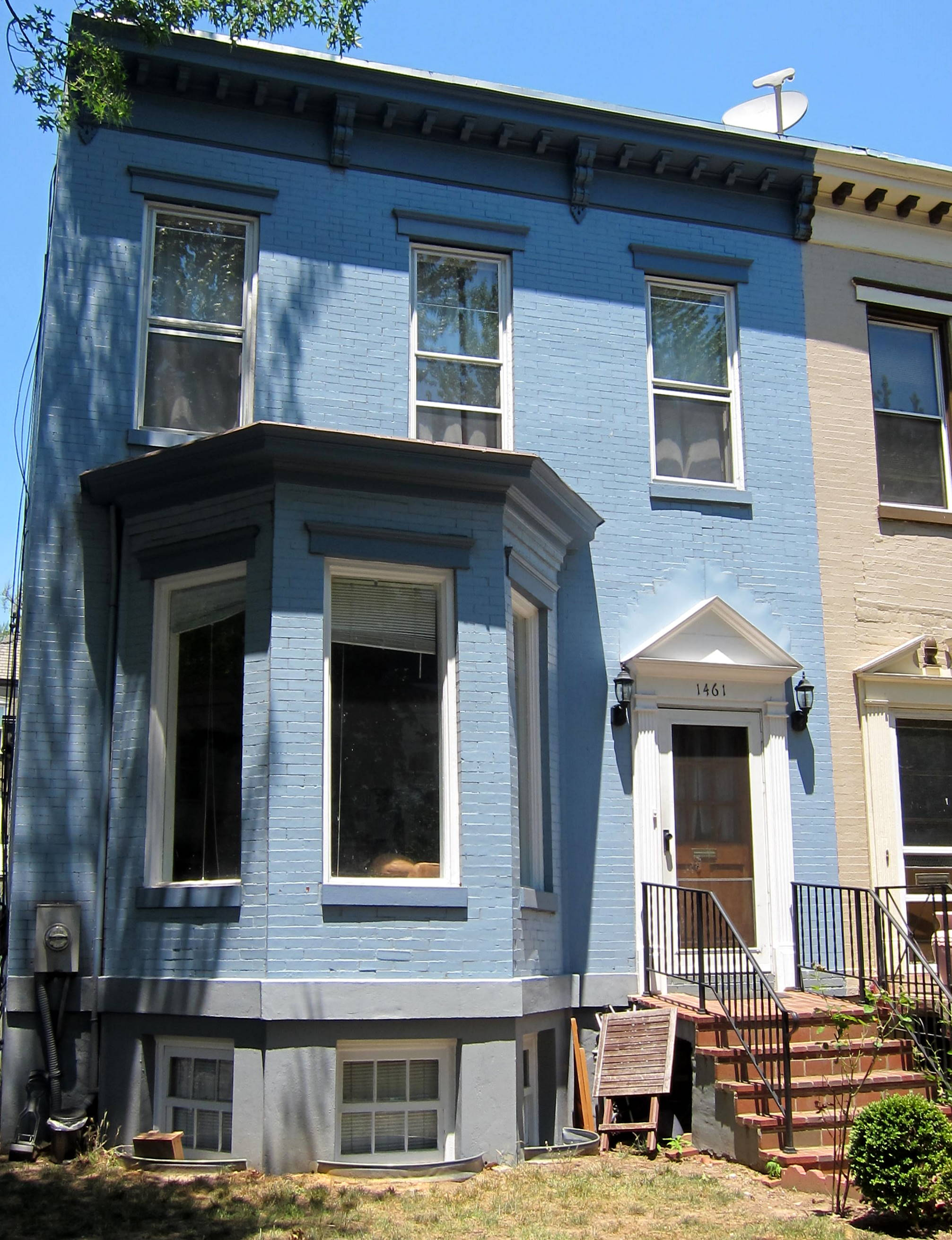
L'ex residenza di Georgia Douglas Johnson a Washington, sede dello S Street Salon, un importante salotto letterario del Rinascimento di Harlem

Dopo che la famiglia Johnson si fu trasferita a Washington nel 1910, lei iniziò a scrivere poesie e racconti. La Johnson diceva che la sua ispirazione per la poesia era nata da una poesia di William Stanley Braithwaite su una rosa curata da un bambino. Scrisse anche canzoni, opere teatrali, romanzi brevi, insegnò musica e suonò l'organo nella sua chiesa congregazionalista.

### La poesia
Aveva già iniziato a inviare poesie a giornali e piccole riviste quando viveva ad Atlanta. La sua prima poesia fu pubblicata nel 1905 sulla rivista letteraria The Voice of the Negro. La sua prima raccolta di poesie non fu pubblicata fino al 1916.
Johnson pubblicò un totale di quattro volumi di poesie, a partire dal 1916 con The Heart of a Woman. Nel XXI secolo, le sue poesie sono state descritte come femminili e “gentilizi”, o “senza etnia”. Hanno titoli come “Faith”, “Youth” e “Joy”.
Le sue poesie furono pubblicate in diversi numeri di The Crisis, la rivista della NAACP fondata e diretta da W. E. B. Du Bois. “Calling Dreams” fu pubblicato nel gennaio 1920, “Treasure” nel luglio 1922 e “To Your Eyes” nel novembre 1924.
Durante gli anni '20, viaggiò molto per tenere conferenze sulla poesia. Nel 1925 suo marito morì e lei rimase vedova all'età di 45 anni. Dovette crescere da sola i loro due figli adolescenti. Per anni lottò per mantenerli finanziariamente, a volte accettando i lavori d'ufficio generalmente disponibili per le donne.
Ma come gesto di riconoscimento per la lealtà e il servizio politico del suo defunto marito, il presidente repubblicano Calvin Coolidge nominò la Douglas Johnson Commissario per la Conciliazione, una posizione politica all'interno del Dipartimento del Lavoro. Nel 1934, durante l'amministrazione democratica di Franklin D. Roosevelt, perse questo lavoro politico. Tornò a sostenersi con lavori temporanei di segreteria.
Il successo letterario della Johnson la portò a diventare la prima donna afroamericana a ricevere attenzione nazionale per la sua poesia dopo Frances Ellen Watkins Harper. Nel 1962 pubblicò la sua ultima raccolta di poesie, Share My World.

#### The Heart of a Woman
L'autrice era molto nota per le sue poesie raccolte in The Heart of a Woman (1918). In esse la Johnson esprimeva i sentimenti delle donne di quel tempo, come l'isolamento, la solitudine, il dolore, l'amore e il ruolo della donna. Altre poesie della raccolta parlano di preoccupazioni materne.
|  | "The Heart of a Woman"                                  |
|  |                                                         |
|  | The heart of a woman goes forth with the dawn,          |
|  | As a lone bird, soft winging, so restlessly on,         |
|  | Afar o'er life's turrets and vales does it roam         |
|  | In the wake of those echoes, the heart calls home.      |
|  |                                                         |
|  | The heart of a woman falls back with the night,         |
|  | And enters some alien cage in its plight,               |
|  | And tries to forget it has dreamed of the stars         |
|  | While it breaks, breaks, breaks on the sheltering bars. |

|  | "Il cuore di una donna"                                           |
|  |                                                                   |
|  | Il cuore di una donna si apre con l'alba,                         |
|  | Come un uccello solitario, che vola piano, così irrequieto,       |
|  | Vaga lontano sopra le torri e le valli della vita                 |
|  | Sulla scia di quegli echi, il cuore chiama casa.                  |
|  |                                                                   |
|  | Il cuore di una donna si chiude con la notte,                     |
|  | E entra in una gabbia aliena nella sua situazione,                |
|  | E cerca di dimenticare che ha sognato le stelle                   |
|  | Mentre si spezza, si spezza, si spezza sulle barriere protettive. |

#### Bronze
La sua raccolta, pubblicata con il titolo Bronze (Bronzo), trattava il tema molto popolare delle questioni razziali; l'autrice continuava a manifestare la sua opinione sulla maternità e sull'essere una donna di colore. Nella prefazione di Bronze scriveva: “Chi sa cosa significa essere una donna di colore nel 1922, lo sa non tanto per esperienza quanto per sensibilità.”
|  | "Calling Dreams"                       |
|  |                                        |
|  | The right to make my dreams come true, |
|  | I ask, nay, I demand of life;          |
|  | Nor shall fate's deadly contraband     |
|  | Impede my steps, nor countermand;      |
|  |                                        |
|  | Too long my heart against the ground   |
|  | Has beat the dusty years around;       |
|  | And now at length I rise! I wake!      |
|  | And stride into the morning break!     |

|  | "Chiamare i sogni"                          |
|  |                                             |
|  | Il diritto di realizzare i miei sogni,      |
|  | Chiedo, anzi, esigo dalla vita;             |
|  | Né il contrabbando mortale del destino      |
|  | Impedirà i miei passi, né annullerà;        |
|  |                                             |
|  | Troppo a lungo il mio cuore è stato a terra |
|  | Ha segnato gli anni polverosi intorno;      |
|  | E ora finalmente mi alzo! Mi sveglio!       |
|  | E mi avvio verso l'alba!                    |

### Spettacoli teatrali
La Johnson era una figura molto nota nel movimento teatrale nazionale nero e un importante “sponsor culturale” all'inizio del XX secolo, riunendo e ispirando gli intellettuali e gli artisti che diedero vita al successivo gruppo di teatro nero e all'istruzione emergente. Scrisse circa 28 opere teatrali. Plumes (Penne) fu pubblicato con lo pseudonimo di John Temple. Molte delle sue opere teatrali non furono mai pubblicate a causa del suo genere e della sua razza. Akasha Gloria Hull è accreditata per la riscoperta di molte delle opere teatrali della Johnson. Le 28 opere teatrali che scrisse furono divise in quattro gruppi: “Primitive Life Plays”, “Plays of Average Negro Life”, “Lynching Plays” e “Radio Plays”. La prima sezione, “Primitive Life Plays”, comprende Blue Blood e Plumes, che furono pubblicate e prodotte durante la vita della Johnson.
Come molte altre opere teatrali scritte da donne di spicco del Rinascimento di Harlem, A Sunday Morning in the South (1925) nasce dalle incoerenze della vita americana. Tra queste, il contrasto tra la dottrina cristiana e il trattamento riservato dai bianchi americani ai neri americani, l'esperienza degli uomini neri che tornavano dalla guerra e scoprivano di non avere diritti costituzionali, la disparità economica tra bianchi e neri e il meticciato razziale.

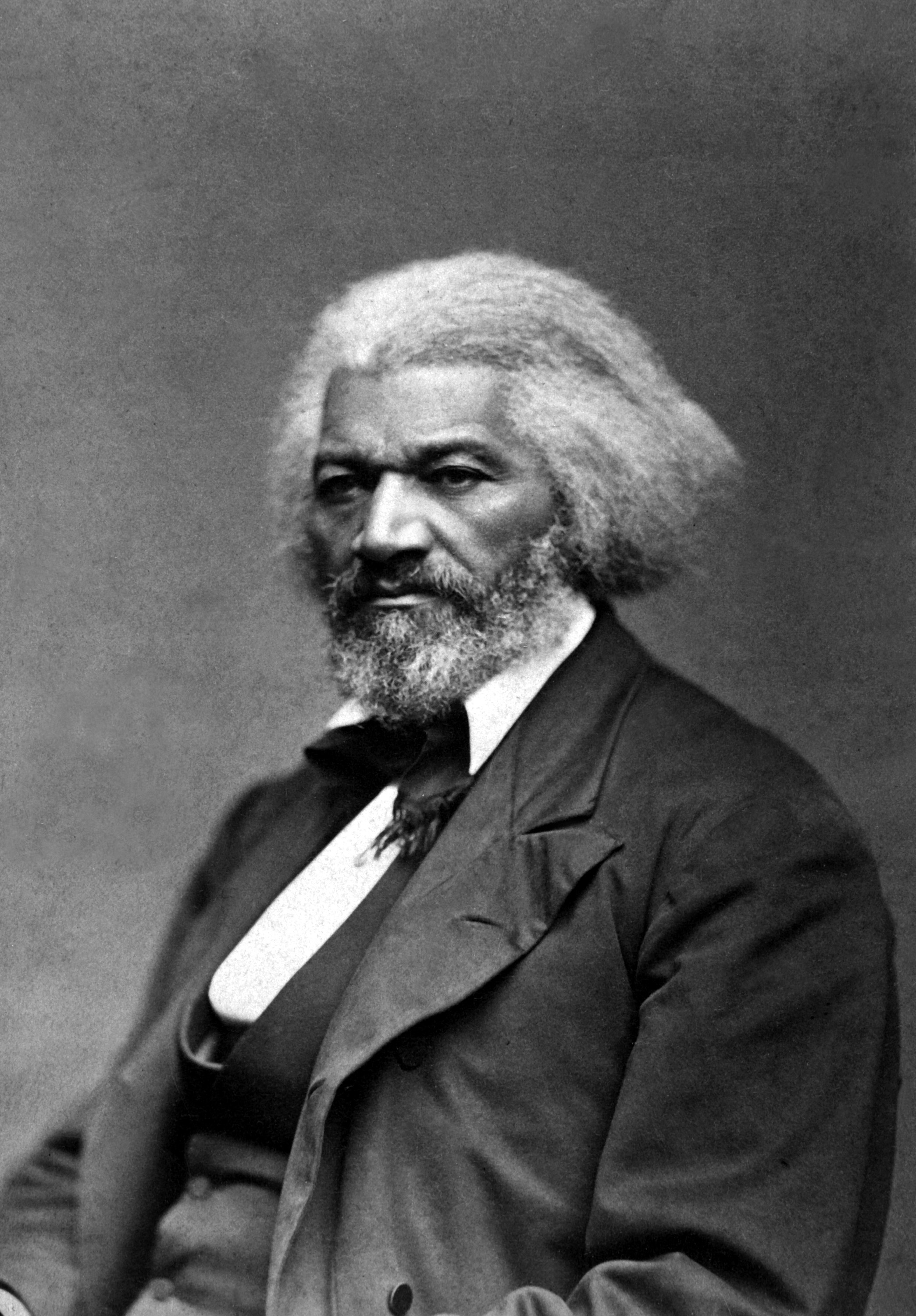
Frederick Douglass, 1879 circa

Nel 1926 la sua commedia Blue Blood vinse una menzione d'onore al concorso teatrale Opportunity. Anche la sua commedia Plumes vinse lo stesso concorso nel 1927. Plumes è un dramma popolare che racconta il dilemma di Charity, la protagonista, la cui bambina sta morendo. Ha risparmiato dei soldi per il medico, ma lei e la sua confidente, Tilde, non credono che le cure mediche avranno successo. Ha in mente invece un funerale in grande stile per sua figlia, con pennacchi, sciabole da cavaliere e altri ornamenti di lusso. Prima che Charity prenda una decisione, sua figlia muore. Plumes è stato messo in scena dall'Harlem Experimental Theatre tra il 1928 e il 1931.
Blue-Eyed Black Boy è un'opera teatrale del 1930 sul linciaggio, scritta per convincere il Congresso ad approvare leggi contro il linciaggio. Questa opera teatrale poco conosciuta è stata presentata per la prima volta nel programma della Xoregos Performing Company: Songs of the Harlem River al Dream Up Festival di New York, dal 30 agosto al 6 settembre 2015. “Songs of the Harlem River, una raccolta di cinque atti unici tra cui Blue-Eyed Black Boy, ha aperto anche il Festival Langston Hughes nel Queens, New York, il 13 febbraio 2016.
Nel 1935 la Johnson scrisse due opere storiche, William and Ellen Craft e Frederick Douglass. William and Ellen Craft descrive la fuga dalla schiavitù di una coppia di neri, un'opera sull'importanza dell'amore per se stessi, l'aiuto della religione e il potere di forti relazioni tra uomini e donne neri. La sua opera Frederick Douglass riguarda le sue qualità personali che non sono così evidenti agli occhi del pubblico: il suo amore e la sua tenerezza per Ann, che incontrò mentre era ancora in schiavitù e con la quale si sposò in una condizione di libertà per oltre quarant'anni. Altri temi comprendono lo spirito di sopravvivenza, la necessità di autoeducazione e il valore della comunità e della famiglia allargata.
La Johnson è stata una delle poche donne il cui lavoro è stato pubblicato nell'antologia di Alain Locke Plays of Negro Life: A Source-Book of Native American Drama. Sebbene molte delle sue opere siano andate perdute, i dattiloscritti di dieci di esse sono conservati in collezioni di istituzioni accademiche.

### Attivismo contro il linciaggio
Sebbene si sia espressa contro le ingiustizie razziali in generale, è nota soprattutto per essere stata una delle principali sostenitrici del movimento contro il linciaggio e una pioniera nella tradizione teatrale del linciaggio. Il suo attivismo si esprime principalmente attraverso le sue opere teatrali, la prima delle quali è Sunday Morning in the South, del 1925. A questa scrittrice schietta e drammatica, che trattava il tema della violenza razziale, viene talvolta attribuita la sua poca notorietà come drammaturga, poiché all'epoca questi argomenti non erano considerati adatti a una donna. A differenza di molti drammaturghi afroamericani, la Johnson si rifiutava di dare ai suoi lavori un lieto fine, poiché non lo riteneva un risultato realistico. Di conseguenza, aveva difficoltà a far pubblicare i suoi lavori. Sebbene fosse molto impegnata nelle campagne anti-linchaggio della NAACP (National Association for the Advancement of Colored People) del 1936 e del 1938, la NAACP rifiutò di produrre molte delle sue opere teatrali sostenendo che davano un senso di disperazione. Inoltre, era membro della Writers League Against Lynching (Lega degli scrittori contro il linciaggio), che comprendeva Countée Cullen, James Weldon Johnson, Jessie Redmon Fauset e Alain LeRoy Locke. L'organizzazione cercava di ottenere una legge federale contro il linciaggio.
Nel suo libro Color, Sex, and Poetry, Gloria Hull sostiene che l'opera dell'autrice dovrebbe essere collocata in una posizione di grande rilievo all'interno del Rinascimento di Harlem e che le scrittrici afroamericane “hanno un disperato bisogno e meritano un'attenzione accademica attesa da tempo”. La Hull, attraverso una prospettiva critica femminista nera, si è data il compito di informare coloro che sono nell'oscurità del fatto stesso che le donne afroamericane, come Georgia Douglas Johnson, vengono escluse dall'essere considerate tra le voci chiave del Rinascimento di Harlem. L'attivismo anti-linchaggio della Johnson si esprimeva attraverso i suoi lavori teatrali, come The Ordeal, che fu stampato nell'antologia di Alain Locke The New Negro. Le sue poesie descrivono gli afroamericani e il loro atteggiamento mentale una volta affrontati i pregiudizi nei loro confronti e il modo in cui li modificano. L'isolazionismo e il pregiudizio antifemminista, tuttavia, hanno impedito a donne afroamericane forti come lei di ottenere il loro ricordo e il loro impatto con contributi di questa portata.

### S Street Salon
Poco dopo la morte del marito, la Johnson iniziò a ospitare quelli che sarebbero diventati 40 anni di “Salotti del sabato” settimanali per amici e autori, tra cui Langston Hughes, Jean Toomer, Anne Spencer, Richard Bruce Nugent, Alain LeRoy Locke, Jessie Redmon Fauset, Angelina Weld Grimké e Eulalie Spence, tutti importanti contributori al New Negro Movement, meglio noto oggi come Rinascimento di Harlem. La casa di Georgia Douglas Johnson al 1461 di S Street NW sarebbe poi diventata nota come S Street Salon. Il salone era un luogo di incontro per scrittori a Washington, durante il Rinascimento di Harlem. Il S Street Salon contribuì a nutrire e sostenere la creatività fornendo agli artisti afroamericani un luogo in cui incontrarsi, socializzare, discutere del proprio lavoro e scambiare idee. Secondo Akasha Gloria Hull, il ruolo della Johnson nel creare un luogo in cui gli artisti neri potessero coltivare la loro creatività rese il movimento di portata nazionale, perché lavorava fuori da Harlem e quindi instaurò un rapporto di fiducia tra le diverse città. È stata descritta come “una donna di straordinaria energia, gran parte della quale incanalava nel suo impegno a favorire gli scrittori che si riunivano a casa sua il sabato sera, creando un'atmosfera intellettualmente stimolante e di vero sostegno”.
La Johnson chiamava la sua casa la “Casa di Mezzo” per gli amici in viaggio, un luogo dove “potevano discutere liberamente di politica e opinioni personali” e dove coloro che non avevano soldi e un posto dove stare erano i benvenuti. Sebbene fosse ammessa la presenza di uomini di colore, il gruppo era composto principalmente da donne di colore come May Miller, Marita Bonner, Mary Burrill, Alice Dunbar-Nelson, Zora Neale Hurston e Angelina Weld Grimke. La Johnson era particolarmente vicina alla scrittrice Angelina Weld Grimké. Questo salotto era noto per le discussioni su questioni come il linciaggio, i diritti delle donne e i problemi delle famiglie afroamericane. Divennero noti come le “Nottate del sabato”.

### Rubrica settimanale
Tra il 1926 e il 1932 scrisse racconti brevi, fondò un club di scrittura e pubblicò una rubrica settimanale intitolata "Homely Philosophy" (“Filosofia casalinga”).
La rubrica fu pubblicata su 20 diversi giornali, tra cui il New York News, il Chicago Defender, il Philadelphia Tribune e il Pittsburgh Courier, dal 1926 al 1932. Alcuni degli argomenti trattati erano considerati ispiratori e spirituali per il suo pubblico, come “Hunch”, “Magnetic Personality” e “The Blessing of Work”. Alcuni dei suoi lavori erano rinomati per aiutare le persone ad affrontare le difficoltà della grande depressione.
Uno degli articoli incentrati sulla spiritualità era “Our Fourth Eye”, in cui scriveva di “chiudere i propri occhi fisici” per guardare con gli “occhi della mente”. Spiega che il “quarto occhio” aiuta a vedere il mondo in questo modo. Un altro saggio della Johnson, intitolato “Hunch”, discute l'idea che le persone abbiano presentimenti, o intuizioni, nella loro vita. Continua spiegando che gli individui non devono tacere questi presentimenti perché sono il loro “Sesto senso, la loro ispirazione”.

## Eredità e riconoscimenti
Nel corso della sua vita, la Johnson scrisse 200 poesie, 28 suonate e 31 racconti. Nel 1962 pubblicò il suo ultimo libro di poesie, intitolato Share My World, in cui riflette sull'amore verso tutte le persone e sul perdono, mostrando quanta saggezza avesse acquisito nel corso della sua vita.
Nel 1965 l'Università di Atlanta le conferì un dottorato onorario in lettere, elogiandola come “sensibile cantore di canzoni tristi; fedele interprete del cuore femminile di un nero con le sue gioie, i suoi dolori, i suoi limiti e le sue frustrazioni dovute all'oppressione razziale in un mondo dominato dagli uomini; sognatore di sogni infranti...”.
Quando morì a Washington, nel 1966, una delle sue sorelle drammaturge ed ex partecipante allo S Street Salon, le sedeva accanto al letto “accarezzandole la mano e ripetendo le parole: ‘Poetessa Georgia Douglas Johnson’”.
Nel settembre 2009 fu annunciato che la Johnson sarebbe stata inserita nella Georgia Writers Hall of Fame.

## Lavori di rilievo
Poesie
- The Heart of a Woman (1918)
- Bronze (1922)
- An Autumn Love Cycle (1928)
- Share My World (1962)[29]
- The Ordeal[30]

Commedie
- A Sunday Morning in the South (1925)
- Blue Blood (1926)
- Paupaulekejo (1926)
- Plumes (1927)[17]
- Safe (c. 1929)
- Blue-Eyed Black Boy (c. 1930)
- Starting Point (1930s)
- William and Ellen Craft (1935)
- Frederick Douglass (1935)
- And Yet They Paused (1938)
- A Bill to Be Passed (1938)[1]